# Valery Fernández
Valery Fernández Estrada (ur. 23 listopada 1999 w L’Escala) – hiszpański piłkarz występujący na pozycji pomocnika w Gironie.